# US Joué-lès-Tours
Union Sportive Joué-lès-Tours là một câu lạc bộ bóng đá Pháp được thành lập vào năm 1942. Câu lạc bộ đã giải thể vào năm 2008 khi đội và ASC Joué Touraine sáp nhập để tạo thành Joué-lès-Tours FCT. Đội có trụ sở tại thị trấn Joué-lès-Tours, Indre-et-Loire và sân vận động của đội là Stade Jean Bouin. Trong mùa giải 1982-83, đội bóng đã lên ngôi vô địch của Division d'Honneur de Center, giải hạng sáu của bóng đá Pháp.